# Jean Stafford

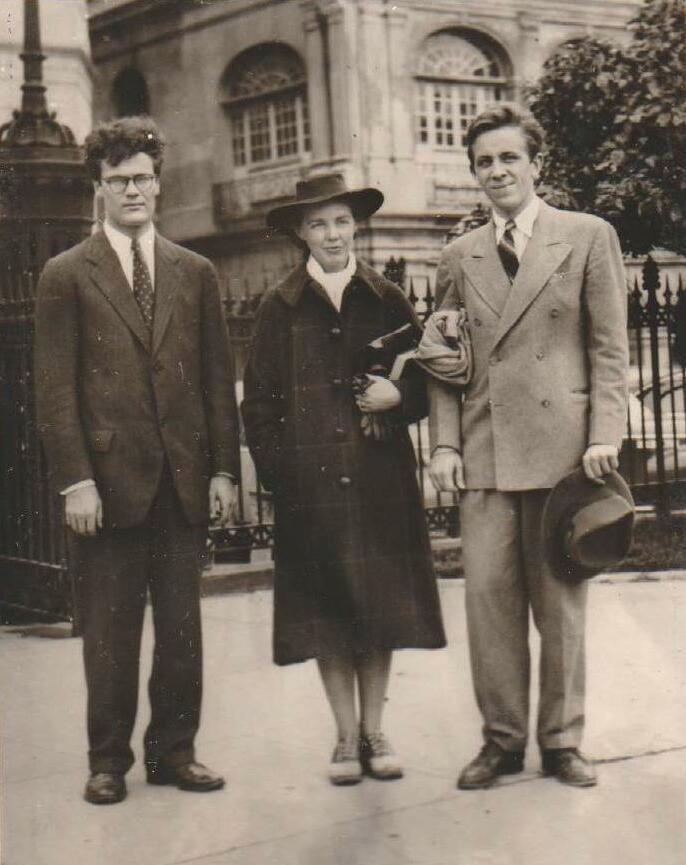
Robert Lowell, Jean Stafford och Peter Taylor, 1941

Jean Stafford, född 1 juli 1915 i Covina, Kalifornien, död 26 mars 1979 i White Plains, New York, var en amerikansk författare av noveller och romaner. Hon vann Pulitzerpriset för skönlitteratur för novellsamlingen The Collected Stories of Jean Stafford 1970.
Stafford föddes i Kalifornien. Hennes första roman, Boston Adventure blev en bästsäljare. Hon skrev ytterligare två romaner under sin karriär, men hennes huvudsakliga inriktning var novellen: hennes verk publicerades i The New Yorker och flera litterära magasin.
Staffords personliga liv kantades ofta av svårigheter. Hennes första äktenskap, med poeten Robert Lowell, gav henne långvariga känslomässiga och psykologiska ärr. Hon skadades allvarligt i en bilolycka, ett trauma hon beskriver i en av sina mest kända berättelser, The Interior Castle, och de skador hon ådrog sig då blev till en vändpunkt i hennes liv. Ett andra äktenskap med fotografen Oliver Jensen slutade också med skilsmässa. Stafford upplevde en kort period av familjelycka med sin tredje man, A.J. Liebling. Efter hans död slutade hon att skriva. 
Under många år led hon av alkoholism, depression och lungsjukdom. Vid sextiotre års ålder dog hon av hjärtstillestånd i White Plains, New York 1979. Hon begravdes på Green River Cemetery, East Hampton, New York.
Ett flertal biografier om Jean Stafford skrevs efter hennes död: David Roberts Jean Stafford, a Biography (1988), Charlotte Margolis Goodmans Jean Stafford: The Savage Heart (1990) och Ann Hulberts The Interior Castle: The Art and Life of Jean Stafford (1992).

### Utgivet på svenska
- Puman 1949 (The Mountain Lion, översatt av Torsten Blomkvist)

## Priser och utmärkelser
- Pulitzerpriset för skönlitteratur 1970 för The Collected Stories of Jean Stafford